# 深裂乌头
深裂乌头（学名：Aconitum carmichaeli var. tripartitum）为毛茛科乌头属下的一个变种。

## 扩展阅读
- 維基物種上的相關：深裂乌头